# 内田浩二
内田 浩二（うちだ こうじ、1959年 - ）は、日本の農学者。東京大学大学院農学生命科学研究科応用生命化学専攻講座食品科学講座教授。

## 人物・経歴
静岡県生まれ。1983年名古屋大学農学部食品工業化学科卒業。1988年名古屋大学大学院農学研究科食品工業化学専攻博士課程修了、名古屋大学農学部助手。修士（農学）。博士（農学）。
1990年アメリカ国立衛生研究所客員研究員。1996年名古屋大学農学部助教授。1996年日本農芸化学会奨励賞受賞。1998年名古屋大学大学院生命農学研究科助教授。1999年日本過酸化脂質フリーラジカル学会奨励賞受賞。2004年日本過酸化脂質フリーラジカル学会賞受賞。2007年名古屋大学大学院生命農学研究科准教授。
2010年名古屋大学大学院生命農学研究科教授、日本学術振興会レドックス・ライフイノベーション生命科学第170委員会委員長。2015年全国発明表彰21世紀発明奨励賞受賞。2016年東京大学大学院農学生命科学研究科教授、国際脂質過酸化反応研究会運営委員。

## 編書
- 『食と健康を結ぶメディカルサイエンス : 生体防御系を亢進し、健康の維持に働く分子機構』羊土社 2020年